# 님스 아일랜드
《님스 아일랜드》(영어: Nim's Island)는 미국에서 제작된 2008년 모험 영화이다. 제니퍼 플래킷과 마크 레빈이 공동 연출하였다. 애비게일 브레슬린, 조디 포스터, 제라드 버틀러 등이 출연하였고, 폴라 메이저 등이 제작에 참여하였다.
이 영화는 20세기 폭스에 의해 2008년 4월 4일 개봉되었다. 평단으로부터 복합적인 평을 받았으며, 예산 3,700만 달러 대비 1억 달러 이상의 수익을 거둬들였다.

## 줄거리
11살 님은 어머니가 사망한 뒤 해양생물학자인 아빠 잭 루소, 야생 동물 친구들과 폴리네시아 섬에 살고 있다. 님은 알렉산드라 로버가 쓴 모험 소설 주인공인 모험가 앨릭스 로버를 좋아한다.
어느 날 잭은 님의 이름을 붙인 신종 플랑크톤 "프로토조아 님"을 연구하기 위해 이틀 일정으로 배를 타고 떠난다. 이후 님은 발신자 "앨릭스 로버"가 잭의 이메일 계정으로 보낸 메일을 발견한다. 님은 잭의 전공 분야와 관련해 질문을 남긴 이 메일이 소설 주인공인 "앨릭스 로버"가 보낸 것이라고 생각한다. 잭이 약속한 때에 돌아오지 않자 님은 "앨릭스 로버"에게 의지한다.
사실 "앨릭스 로버"의 정체는 앨릭스 로버가 등장하는 소설을 쓴 작가 알렉산드라 "앨릭스" 로버이다. 신경질적 기질에 광장공포증까지 있어 은둔 중인 소심한 겁쟁이 알렉산드라 로버는 님을 돕기 위해 용기를 쥐어짠다.

## 출연
- 애비게일 브레슬린 - 님 루소 역
- 조디 포스터 - 알렉산드라 "앨릭스" 로버 역
- 제라드 버틀러 - 잭 루소 / 앨릭스 로버 역
- 앤서니 심코 - 1등 항해사 역
- 앨폰소 매콜리 - 러셀 역
- 모건 그리핀 - 앨리스 역
- 마이클 카먼 - 선장 역
- 매디슨 조이스 - 에드먼드 역
- 피터 캘런 - 에드먼드의 아버지 역
- 제이 라가아이아
- 크리스토퍼 베이커

## 기타 제작진
- 공동 제작: 앨런 에드워드 벨
- 배역: 낸시 네이어, 앤 로빈슨
- 미술: 배리 로빈슨
- 세트: 리베카 코언
- 의상: 제프리 컬런드